# 다오 반돈
다오 반돈(태국어: ดาว บ้านดอน, 1947년 1월 4일 ~ )는 태국의 남자 가수, 작곡가이다. 노래로 유명한 콘 키 랑 콰이  태국의 슈퍼 스타 가수 진타라 푼랍의 작곡 곡.

## 음반

### 인기 앨범
- 콘 키 랑 콰이[3][4] (คนขี่หลังควาย)

### 음악 작곡
- Kulab Daeng (빨간 장미/กุหลาบแดง) (솜찟 버텅)
- Kor Moon Maek Mai Yark Rak (매우 유익하고 사랑하고 싶지 않습니다/ข้อมูลมากไม่อยากรัก) (생아룬 분우)
- Namta Lon Bon Teenon (눈물이 소파에 떨어졌습니다/น้ำตาหล่นบนที่นอน) (한니 시이산)
- Rak Salai Dokfai Ban[5][6][7] (꽃에 면화 꽃을 깨는 사랑/รักสลายดอกฝ้ายบาน) (진타라 푼랍)
- Jao Bao Hai (신랑이 사라졌다/เจ้าบ่าวหาย) (진타라 푼랍)
- Pha Mai Ai Lueam (실크 잊어 버린/ผ้าไหมอ้ายลืม) (진타라 푼랍)
- Phitwang Yang Yimdai (실망 스럽지만 여전히 미소/ผิดหวังยังยิ้มได้) (룽티하 바암파이)